# Gaston Dintrat
Gaston Dintrat est un peintre, paysagiste et décorateur mais c'est en tant que sculpteur qu'il est reconnu. Il est né à Valence le 10 mai 1889 et inhumé dans cette même ville après sa mort le 5 juillet 1964 à La Roche-de-Glun.

## Biographie
Gaston Dintrat est un élève de l'École des beaux-arts de Toulouse. Il est maître-compagnon, tailleur de pierre, surnommé : la Vertu de Valence par ses compagnons. Il a travaillé dans l’atelier de Gaston Toussaint (1872-1946), lui-même praticien d’Antoine Bourdelle. Il s'installe à Paris où il commence à produire de lui-même de nombreuses œuvres, bustes et monuments qui figurent aux expositions diverses d'Arts de la capitale.
Il a vécu de 1948 à 1964 à La Roche-de-Glun dans une ancienne auberge de mariniers.
Le 18 septembre 1926, Gaston Dintrat écrivait au maire de Joyeuse (Ardèche) en ces termes : « Je profite de cette occasion pour vous dire que j'interdis l'édition de toute carte postale de votre monument dont le cliché n'aura pas été approuvé par moi. J'ai assez fait de sacrifices (vous le savez) pour ce monument pour ne pas permettre que n'importe quelle épreuve se balade dans les quatre coins de la France et ailleurs. Je tiens également à ce qu'il y soit mentionné (Œuvre du sculpteur Gaston Dintrat). ».

## Œuvres
- La défense du foyer à la mémoire des combattants de la ville de Brioude,
- Le buste de  Jean Girault (1825-1909), né à Saint-Amand-Montrond homme politique, député puis sénateur,
- Le buste de Léon Archimbaud (1880-1944) à Poyols, homme politique du Diois[4],
- De nombreux monuments aux morts : 
  - Le monument aux morts de Voiron où une Victoire ailée tient dans chaque main une couronne et protège les morts. Le mobile de 1871 et le poilu de la grande guerre sont unis dans la mort. Deux cariatides, représentant le deuil et la douleur, veillent le monument[5].
  - Le monument aux morts de Joyeuse qui représente un couple de paysans recueilli dans la douleur[6].
  - Le monument aux morts de Valence au parc Jouvet. Il s'agit d'un cénotaphe dont la sculpture a été réalisée par Gaston Dintrat et la conception générale par l’architecte Henri Joulie[7].
  - Le monument aux morts du Champ de Mars à Romans-sur-Isère[8].
  - Le monument aux morts de Fix-Saint-Geneys
- Le Rhône, sculpture réalisée dans le soubassement du mur de la préfecture de la Drôme à Valence[9].